# Еловка (приток Чепцы)
Еловка — река в Ярском районе Удмуртии в России, правый приток Чепцы. Берёт начало на Верхнекамской возвышенности, на границе Удмуртии с Кировской областью. Протекает на юго-восток и юг, возле села Елово впадает в реку Чепцу. Имеет несколько мелких притоков. В нижней части реки построен автомобильный мост.